# 卡尔迪亚战役
卡尔迪亚战役是872或873年拜占庭帝国与克里特酋长国的舰队在萨罗斯湾的卡尔迪亚发生的海战，拜占庭舰队在战役中获得了胜利。
根据10世纪的编年史《狄奥法尼斯编年史续写》（其编年文献后来几乎没有改动就被11世纪历史学家约翰·斯凯利兹重复使用），在拜占庭皇帝巴西尔一世的统治早期，克里特埃米尔，克里特酋长国创建者阿布·哈夫斯·奥马尔·夸里什（Abu Hafs Umar al-Iqritishi）的儿子舒阿卜·伊本·奥马尔（希腊语称“Saet”）派遣一位拜占庭叛变者，被称为“一个好战的、精力充沛的家伙”的佛提乌，对拜占庭帝国发起了一次大规模的突袭远征。佛提乌领导的舰队有50艘舰船，包括27艘重型舰船（称为koumbaria）以及很多轻型的桨帆船。
这艘舰队对爱琴海沿岸进行了洗劫，肆意劫掠并将俘虏当做奴隶贩卖，他们甚至侵入马尔马拉海中距君士坦丁堡不远的马尔马拉岛，这是自717-718年的第二次君士坦丁堡之围以来第一次有穆斯林舰队如此接近拜占庭首都。拜占庭派出帝国舰队司令尼基塔斯·奥里法斯带领舰队，在萨罗斯湾附近的卡尔迪亚与穆斯林舰队相遇并进行了交战。拜占庭舰队使用希腊火摧毁了20艘穆斯林舰船，并迫使其余的人逃回克里特岛，获得了重大胜利。
在这场惨败后过了一段时间，佛提乌再次带领舰队进攻希腊，但尼基塔斯再次追上了他并摧毁了他的舰队，杀死了佛提乌。这些交战发生的日期依旧不清楚，德国历史学家埃克哈德·埃克霍夫和希腊历史学家迪米特里斯·通格拉基斯（Dimitris Tsoungarakis）认为卡尔迪亚战役的发生时间在872年，而美国拜占庭学家沃伦·崔德戈德、约翰·普赖尔（John Pryor）以及牛津大学教授伊丽莎白·杰弗里斯认为战役发生于873年。